# Caterina Barbieri
Caterina Barbieri est une compositrice et musicienne italienne née à Bologne en 1990. Dans son processus de composition, Barbieri s'intéresse en premier lieu au temps, à l'espace, la mémoire et l'émotion.

## Musique
En 2013, âgée de 23 ans, elle enregistre son premier album, Vertical, au studio EMS à Stockholm sur un synthétiseur Buchla 200. Il sera publié au format cassette par le label américain Cassauna.

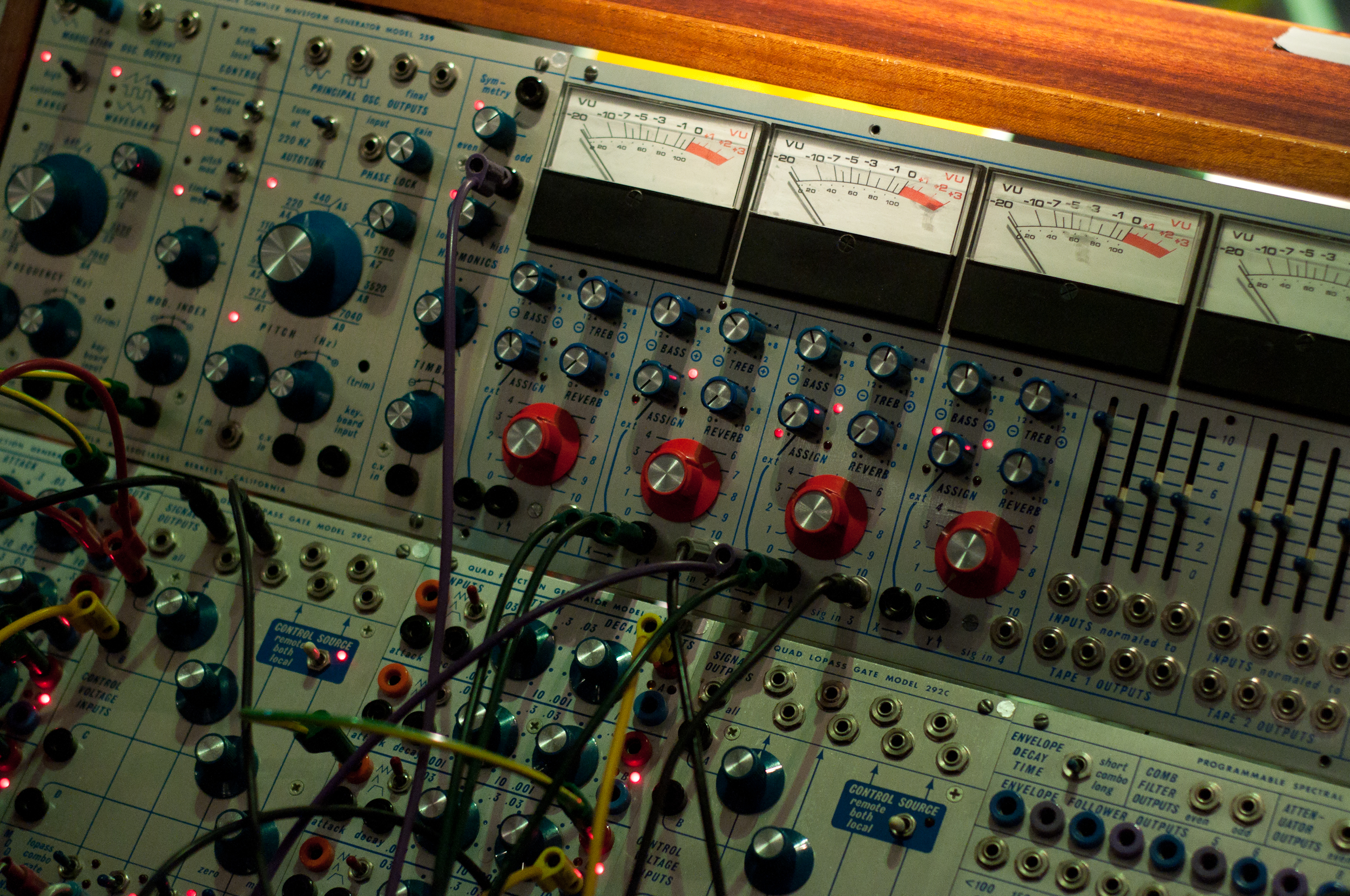
Synthétiseur modulaire Buchla 200 series, utilisé pour les deux premiers albums de Catarina Barbieri.

C'est également dans ce studio qu'elle enregistre en 2014-2015 quatre pièces électro-acoustiques pour synthétiseur, violoncelle et voix, qui seront publiées en 2018 sur son album Born Again in the Voltage.
Ses performances publiques en 2016 lui permettent de développer son album Patterns of Consciousness, publié en 2017 sur Important Records au format double-LP. Elle utilise pour cet album un dispositif léger — comparé au système complexe du Buchla 200 utilisé pour ses deux précédents albums — formé d'un séquenceur ER-101 et d'un oscillateur. Cet album est décrit comme « une dreamachine pour les oreilles » par Miles Bowe. Barberi le décrit comme « plus rapide, mélodique, et pointilliste ».

### 2019:Ecstatic Computation
Elle rencontre un succès critique avec son album de 2019, Ecstatic Computation, paru chez Mego. L'album est classé en première place des 10 meilleurs albums de l'année du site Bleep. Philip Sherburne cite Ecstatic Computation parmi neuf albums représentant l'esprit du label Mego, et compare sa musique aux architectures infinies de M.C. Escher.
En 2021 sort l'album Fantas Variations, sur lequel Barbieri invite huit artistes à réinterpréter le morceau Fantas, composition centrale de son précédent album, avec différents instruments. Des versions sont notamment interprétées au saxophone (Bendik Giske), sur deux orgues (Kali Malone), sur guitare électrique (Walter Zanetti), ou au piano solo (Kara-Lis Coverdale).
Egalement en 2021, elle compose la bande-son du film Le Monde de John (John and the Hole), réalisé par le cinéaste espagnol Pascual Sisto.

### 2022:Spirit Exit
Durant la pandémie Covid-19, isolée dans son appartement à Milan, Barbieri compose son album Spirit Exit, qu'elle édite sur son propre label, Light-years. Sur cet album, elle enrichit sa musique de guitares et de vocaux.

### 2023:Myuthafoo
L'album Myuthafoo, sorti en 2023, comporte six compositions que Barbieri a écrites en 2019, en même temps que Ecstatic Computation. Sur cet album, dénué de vocaux et rythmiques, Barbieri retourne à une musique purement synthétique, composée de séquences modulaires, de boucles et de réverbération.

### Méthodes de composition
Caterina Barbieri déclare que sa musique est influencée par les pratiques d'improvisation de la musique hindoustanie, dans laquelle « chaque raga est différent, mais repose sur une discipline rigoureuse et un vocabulaire musical précis ».

## Discographie

### Albums
- Vertical (Important Records/Cassauna, 2014)
- Patterns of Consciousness (Important Records, 2017)
- Born Again in the Voltage (Important Records, 2018)
- Ecstatic Computation (Editions Mego, 2019)
- Fantas Variations (Editions Mego, 2021)
- Spirit Exit (Light-years, 2022)
- Myuthafoo (Light-years, 2023)

### Bandes-son pour le cinéma
- Le Monde de John (2021), film américain de Pascual Sisto[11]